# Saint-Élix-Theux
Saint-Élix-Theux é uma comuna francesa na região administrativa de Occitânia, no departamento de Gers. Estende-se por uma área de 8,37 km². Em 2010 a comuna tinha 105 habitantes (densidade: 12,5 hab./km²).